# 명예에 관한 죄
명예에 관한 죄(名譽- 關- 罪)는 공연히 사실을 적시하여 사람의 명예를 훼손함으로써 성립하는 죄(307조-312조)이다.

## 해당 조문
- 대한민국 형법 제307조(명예훼손)
- 대한민국 형법 제308조(사자의 명예훼손)
- 대한민국 형법 제309조(출판물에 의한 명예훼손죄)
- 대한민국 형법 제310조(위법성의 조각)
- 대한민국 형법 제311조(모욕)
- 대한민국 형법 제312조(고소와 피해자의 의사)

## 같이 보기
- 명예훼손죄
- 모욕죄